# Paul Ulrich Villard
Paul Ulrich Villard (Lyon, 28 de setembro de 1860 — Bayonne, 13 de janeiro de 1934) foi um físico e químico francês. Em 1900, Villard descobriu os raios gama, enquanto  estudava o urânio e o rádio no departamento de química da escola normal da rua d'Ulm, em Paris. Em 1908, foi eleito membro da Academia de Ciências da França.

## Pesquisa inicial
Villard nasceu em Saint-Germain-au-Mont-d'Or, Rhône. Formou-se na École Normale Supérieure em 1881 e lecionou em vários Liceus, terminando com um Liceu em Montpellier. Ele manteria um cargo de laboratório na Ecole Normale Supérieure até sua aposentadoria. Na época em que descobriu o que hoje chamamos de raios gama, Villard trabalhava no departamento de química da École Normale Supérieure rue d'Ulm, em Paris.
Villard também é creditado com a descoberta do hidrato de argônio. Ele passou a primeira parte de sua carreira (1888-1896) concentrando-se em compostos semelhantes sob alta pressão.

## Descoberta de raios gama
Villard investigou a radiação dos sais de rádio que escapavam de uma abertura estreita em um recipiente blindado para uma placa fotográfica, através de uma fina camada de chumbo que era conhecida por interromper os raios alfa. Ele foi capaz de mostrar que a radiação restante consistia em um segundo e um terceiro tipo de raios. Um deles foi desviado por um campo magnético (assim como os conhecidos "raios do canal") e pode ser identificado com os raios beta de Rutherford. O último tipo era um tipo de radiação muito penetrante que não havia sido identificado antes.
Villard era um homem modesto e não sugeriu um nome específico para o tipo de radiação que havia descoberto. Em 1903, foi Ernest Rutherford quem propôs chamar os raios de Villard de raios gama porque eram muito mais penetrantes do que os raios alfa e os raios beta que ele próprio já havia diferenciado e nomeado (em 1899) com base em seus respectivos poderes de penetração. O nome pegou.

## Trabalho posterior

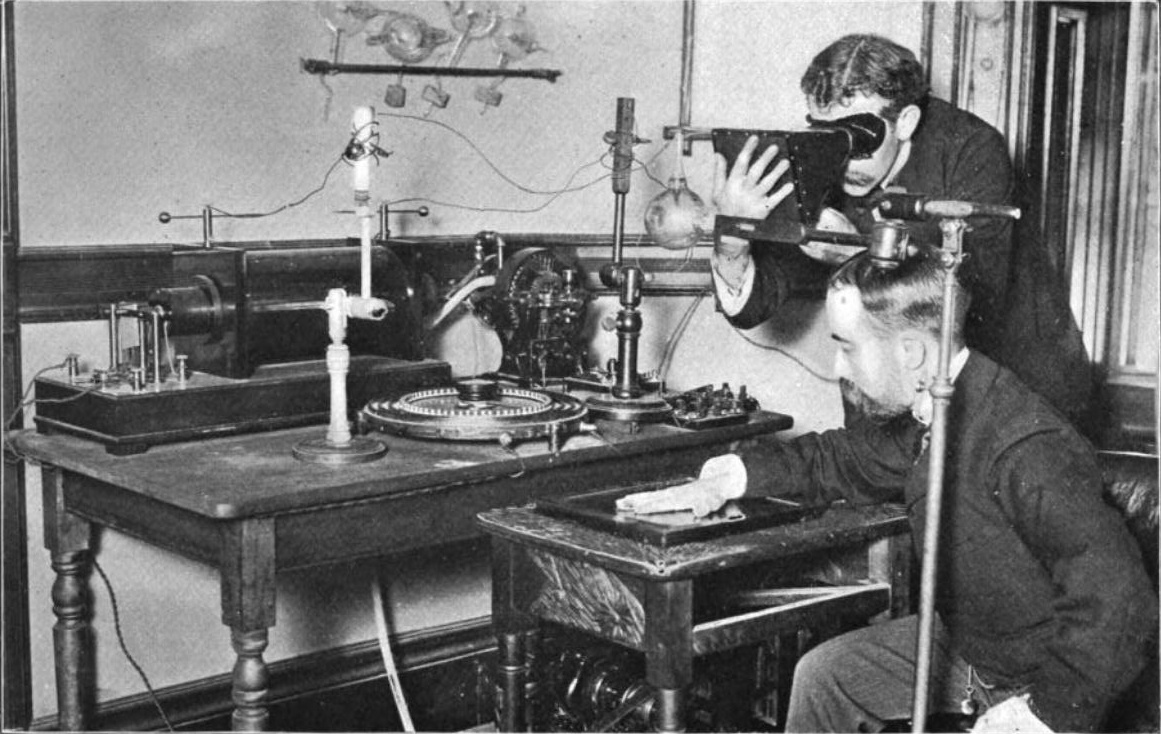
Tirando uma imagem de raio-X com os primeiros aparelhos de tubo de Crookes em 1896. O tubo de Crookes é visível no centro. O homem de pé está vendo sua mão com uma tela de fluoroscópio. Este foi um método de atalho para configurar o tubo. Nenhuma precaução contra a exposição à radiação está sendo tomada.

Villard passou muito tempo aperfeiçoando métodos mais seguros e precisos de dosimetria de radiação, que eram feitos de maneira muito crua até então (tipicamente avaliando a qualidade da imagem da mão do experimentador produzida em uma chapa fotográfica). Em 1908, Villard foi o pioneiro no uso de uma câmara de ionização para a dosimetria de radiação ionizante. Ele definiu uma unidade de kerma que mais tarde foi renomeada como röntgen.